# Democratic Voice of Burma
Die Democratic Voice of Burma (DVB; deutsch: demokratische Stimme Burmas) ist eine Non-Profit-Organisation im Bereich Massenmedien, die sich in Oslo, Norwegen befindet. Von birmanischen Auswanderern betrieben, werden Hörfunk- und Fernsehsendungen übertragen, mit dem Ziel unzensierte Neuigkeiten und Informationen über Myanmar (Burma), das dort herrschende Militärregime und dessen politische Opposition bereitzustellen.

## Übertragungen
Seit Juli 1992 überträgt DVB sein Radioprogramm nach Myanmar. Diese Übertragungen erreichen laut DVB Millionen von Zuhörern. Seit März 2010 sendet die Organisation zwei Stunden Programm täglich über Kurzwellenradio von 06:00 bis 07:00 Uhr Ortszeit (23:30 bis 00:30 UTC) auf der Frequenz 9490 kHz und von 21:00 bis 22:00 Uhr Ortszeit (14:30 bis 15:30 UTC) auf 15480 kHz und 17625 kHz.
Am 28. Mai 2005 hat DVB das Programm erweitert und startete Fernsehübertragungen per Satellit, die in Myanmar empfangen werden können. Die Organisation hofft damit mehrere 10 Millionen Zuschauer in Myanmar zu erreichen. Der Fernsehkanal ist der erste freie und unabhängige Kanal in birmanischer Sprache und wird zu Teilen von Nichtregierungsorganisationen wie Free Voice (Niederlande), National Endowment for Democracy (USA) und Fritt Ord (Norwegen) finanziert.

## Mission
Die DVB hat sich vier Hauptziele gesetzt:
- die Bereitstellung von genauen und unparteiischen Neuigkeiten für die Menschen von Myanmar
- die Förderung von Verständnis und Zusammenarbeit zwischen den verschiedenen ethnischen und religiösen Gruppen Myanmars
- die Unterstützung und Stärkung der unabhängigen öffentlichen Meinung und die Ermöglichung sozialer und politischer Auseinandersetzungen
- die Übermittlung von demokratischen Ideale und Menschenrechten für die Menschen von Myanmar